# Yengisar
Yengisar (Anh Cát Sa huyện, chữ Hán giản thể: 英吉沙县) là một huyện thuộc địa khu Kashgar, Tân Cương, Cộng hòa Nhân dân Trung Hoa. Huyện này có diện tích 3373 ki-lô-mét vuông, dân số năm 2002 là 230.000 người. Mã số bưu chính là 844500. Chính quyền huyện đóng ở trấn Anh Cát Sa. Về mặt hành chính, huyện này được chia thành 1 trấn, 13 hương.
- Trấn: Yengisar.
- Hương: Thành Quan, Mang-tân, Tát-hãn, Thác-phổ-lỗ-khắc, Anh-dã-nhĩ, Sắc-đề-lực, Khắc-tư-lặc, Tô-cái-đề, Phủ, Kiều-lặc-phan, ô-kháp, ngải-cổ-tư, Y-cách-tư-dã-nhĩ.